# 劉驎之
劉驎之（?—?），字子骥，晋朝南阳郡（今河南省南阳市）人。光禄大夫刘耽的族人。
刘驎之崇尚质朴，虚心寡欲，好游山川，每每流连忘返。曾经至衡山采药，深入忘返，见到有一涧水，水南有二石堆，一堆闭，一堆开，水深不得过。想要回去，找不到道路，遇到伐弓之人，问路，只得还家。有人说石堆中都是仙灵方药等杂物，刘驎之想要去找，不能找到那个地方。车骑将军桓冲听说他的大名，卑辞厚礼，请为长史，刘驎之固辞不受。桓冲亲自到他家，相谈至黄昏才走。刘驎之虽是冠冕士族，普通人家的婚丧，也亲自造访。住在阳岐山（今湖北石首），在官道之侧，人物来往，亲自供给。别人的赠品，一无所受。在民间著于信义。离刘驎之家百余里，有一个孤老太太，病重将死，叹息对人说：“谁当埋我，惟有刘长史！你们可以让他知道。”刘驎之听说她有病，于是派人等待，等她去世，为她营棺殡送。最后刘驎之以寿终。陶渊明《桃花源记》中说“南阳刘子骥，高尚士也”，即劉驎之，於尋找桃花源的過程中病逝。

## 延伸阅读
[在维基数据编辑]
 《晉書·卷094》，出自房玄齡《晉書》